# Río Manzanares (afluente del Caracena)
El río Manzanares, también denominado Tiermes, pertenece a la cuenca del Duero y atraviesa la comarca de Tierras del Burgo en la provincia de Soria, España, siendo afluente por la margen izquierda del río Caracena, después de fluir junto a los siguientes lugares: Manzanares, Tiermes, Carrascosa de Arriba, Hoz de Arriba y Hoz de Abajo.
El río nace en terrenos del pueblo de Manzanares, del que toma su nombre, junto a la ladera norte de la Sierra de Pela, en un manantial de caudal bastante estable conocido por los antiguos habitantes del lugar como "El Argollón" . En épocas de lluvia, el agua circula por los barrancos desde algo más de un kilómetro más al sur, donde se encuentra la divisoria entre las cuencas del Duero y Tajo, coincidiendo con el límite entre las provincias de Soria y Guadalajara. El río se dirige hacia el Noreste, hasta llegar a los pies de una loma sobre la que se asienta el pueblo de Manzanares, hoy con la mayoría de sus edificaciones en ruinas. En este punto recibe por su margen derecho las aportaciones que circulan por el Arroyo de las Canalejas, que viene desde el sureste, rodeando el pueblo, y que, salvo en épocas de lluvia, trae un caudal inferior al que viene por el río. Desde este punto, el río toma dirección hacia el noroeste, hasta llegar junto a las ruinas de Tiermes, que quedan a su izquierda, donde penetra en los terrenos de Carrascosa de Arriba.
En todo el tramo descrito, el río está cubierto por una vegetación en galería, muy visible en la fotografía aérea, constituida por chopos, frutales y olmos. Estos últimos, antaño muy abundantes, han sido afectados por la grafiosis, habiéndose secado la mayoría de ellos. En los márgenes del río, existe una llanura que tradicionalmente se venía utilizando para cultivos de regadío aprovechando sus aguas, derivadas del cauce a través de regueras. Las parcelas estaban separadas por hileras de olmos, que como se ha indicado han desaparecido en gran parte.
El paso junto a las Ruinas de Tiermes ha hecho que el río reciba el nombre de Tiermes en algunos documentos y planos, e incluso el de Tielmes, posiblemente, por un error tipográfico.
A partir de este punto la dirección del río gira tomando direcciones que van desde hacia el norte, hasta hacia el noreste, según los tramos, aunque serpenteando frecuentemente. El río pasa bordeando el pueblo de Carrascosa de Arriba, que queda a su derecha, más abajo también bordea el pueblo de Hoz de Arriba, que queda a su izquierda, y a Hoz de Abajo, que queda a su derecha, desembocando en la margen izquierda del río Caracena, alrededor de un kilómetro más abajo de que este haya pasado por Fresno de Caracena.
En estos tramos hay zonas donde los valles por los que circula el río se estrechan llegando a formar hoces.
En varios documentos del siglo XIX se cita la presencia de molinos harineros en todos los pueblos del recorrido. En lo que se refiere al que sitúan en el pueblo de Manzanares, en la actualidad no se encuentran rastros del mismo y antiguos habitantes del pueblo no tienen noticias de su existencia.

## Cambios en la descripción del trazado y denominación del río
A finales del siglo XVIII se consideraba como río Manzanares a todo el tramo existente entre su nacimiento en las laderas de la Sierra Pela, hasta su desembocadura en el Duero. Eugenio Larruga, en sus Memorias Políticas y Económicas indica textualmente: 
«El río Manzanares tiene su origen de la sierra Pela, más arriba del lugar de su nombre: pasa por Carrascosa de arriba (3), la Hoz de arriba (4), la Hoz de abaxo (5), dexa á la derecha á Fresno (6), anda después solo como un quarto de legua, y se le junta el río Caracena. Aumentado con este río pasa por Vilde (7), y pasado Navapalas (8) desagua en Duero. Camina este río quatro leguas de Mediodía a Norte.». 
Por el contrario, el Río Caracena donde actualmente se considera que el Manzanares desemboca, se consideraba como un afluente del Manzanares: 
«El río Caracena se forma de los arroyos Losma y Castro, pasa por Carrascosa de abaxo (1), y pasado Fresno entra en Manzanares.»
En los primeros años del siglo XIX no se producen cambios sustanciales. Sebastián Miñano en su Diccionario geográfico-estadístico describe el río Manzanares de esta manera:
«Manzanares, Río de España en la provincía de Soria, que tiene su origen de la misma sierra Pela; pasa por Carrascosa de arriba, deja á derecha á Fresno, corre después 1/4 de legua y se le junta el río Caracena. Aumentado con este río pasa por Vilde y va a desaguar en el Duero, siendo su curso de 4 leguas de N.á S.»
Ciertamente comete un lapsus, al indicar que el curso es de norte a sur, cuando realmente, es de sur a norte.
Pascual Madoz, ya a mitad de dicho siglo XIX, en su Diccionario Geográfico-Estadístico cambia sustancialmente la descripción del río Manzanares:
«r. que nace en la sierra Pela, prov. de Soria, part. jud. del Burgo de Osma, térm. jurisd. del pueblo de mismo nombre, en el que fertiliza varios prados é impulsa un molino harinero, baña luego los de Carrascosa de Arriba donde también hay molino, Hoz de Arriba y Hoz de Abajo en los que igualmente alimenta otros dos artefactos de la misma clase, y sigue su curso hacia el pueblo de Fresno, en cuya jurisd. se reúne con el r. Castro, y toma el nombre de Adante que conserva hasta que más abajo de Vilde, por el térm. de Navapalos, desemboca en el Duero.»
Ya considera que el Manzanares desemboca en el Adante, que se forma por la unión de este con el río Castro, hoy llamado Caracena.
Un libro publicado por un sacerdote anónimo del Obispado de Siguenza, en 1886, del que en aquella época dependían una buena parte de las parroquias de la cuenca de este río, al describir el pueblo de Manzanares, también lo hace con el río:
«El río mencionado, nace en la sierra Pela, y en el mismo pueblo de su nombre, ya da movimiento a un molino harinero, y sus márgenes están cubiertas de chopos, olmos y árboles frutales: corre luego por Carrascosa de arriba, cuyo terreno baña: prosigue su curso por Hoz de arriba y de abajo, en todos cuyos pueblos, mueve diferentes molinos harineros, hasta que se une con el río Castro, en la jurisdicción de Fresno, obispado de Osma, para desaguar en el Duero.».
En este caso no queda muy clara la denominación del tramo del río una vez que se produce la unión con el río Castro, hoy llamado Caracena.
A lo largo del siglo XX las denominaciones cambian hasta llegar a la situación actual bastante confusa, pero en ningún mapa moderno su recorrido pasa de su unión con el río Caracena. En distintos mapas y planos se encuentra denominado, a veces con distinto nombre a lo largo de su trazado, como Manzanares, Tiermes o Tielmes. Esta última denominación que ha sido adoptada como nombre oficial del río en la base de datos del CEDEX (Centro de Estudios y Experimentación de Obras Públicas), proviene de un plano de la zona elaborado por el Servicio Geográfico del Ejército en 1935, que fue consultado cuando se estaba elaborando la base de datos en el año 1965. El CEDEX va a proceder a modificar esta base de datos, volviendo a atribuir al río su nombre tradicional de "Manzanares".